# Lulah Ragsdale
Lulah Ragsdale (właśc. Tallulah Ragsdale, ur. 5 lutego 1862, zm. 26 grudnia 1953) – amerykańska aktorka, powieściopisarka i poetka. Pochodziła z Missisipi. Urodziła się pod Brookhaven w Lawrence County (obecnie Lincoln County). Kiedy miała zaledwie cztery miesiące, jej ojciec zginął w toczącej się wojnie secesyjnej. Wydała między innymi The Crime of Philip Guthrie (1892), A Shadow’s Shadow (1893), Miss Dulcie from Dixie (1917), Next Besters (1920) i If I See Green (1929).

## Bibliography
- Edwin Anderson Alderman i inni (red.): Library Of Southern Literature. Archive.org, 1923. s. 455-472. [dostęp 2017-06-14]. (ang.).